# Piccioccus de Crobi
Tra la fine del 1800 e gli inizi del 1900, nella città di Cagliari sorse il fenomeno de is piciocus de crobi (“i ragazzi della cesta” nella traduzione letterale dal sardo campidanese).
Questi erano dei ragazzini adolescenti o preadolescenti, spesso senza famiglia o abbandonati, scalzi, mal vestiti e denutriti, che passavano le notti all'aperto sotto i portici o nelle grotte, coperti da giornali e cartoni.
Durante il giorno vagavano nelle viuzze tra il porto, la stazione e il mercato cittadino, con una grande cesta (sa crobi o sa corbula), nella speranza e nell'attesa che qualche stanca e caritatevole signora della borghesia cittadina, in cambio di poche monetine, affidasse loro il trasporto della spesa fino a casa o gli concedesse altri lavoretti di facchinaggio.
Ai Piciocus de crobi è legata la vita di Suor Giuseppina Nicoli (1863-1924), beatificata a Cagliari il 4 febbraio 2008, che si interessò alla cura, istruzione ed educazione di questi ragazzini di strada.
"Is Piciocus de crobi" furono studiati nel 1901 dal criminologo lombrosiano Mario Carrara, ai tempi professore di Medicina legale all'Università' di Cagliari, il quale presentò una relazione sul tema in occasione del V Congresso Internazionale di Antropologia criminale tenutosi in quell'anno ad Amsterdam. Secondo Carrara, l'attitudine delinquenziale dei Piciocus, spesso autori di piccoli furti e reati, non era riconducibile a una degenerazione biologica, come nel caso del criminale nato lombrosiano, quanto piuttosto la conseguenza dell'assenza di strutture di accoglienza per minorenni e della povertà' diffusa in Sardegna. 